# گروس بوخوالد
گروس بوخوالد (به آلمانی: Groß Buchwald) یک شهر در آلمان است که در رندسبورگ-اکرنفورده واقع شده‌است.
 گروس بوخوالد  ۳۸۷ نفر جمعیت دارد.